# Udare Sagarra
Udare Sagarra es el nombre de una variedad cultivar de manzano (Malus domestica) Está cultivada en la colección del Banco de Germoplasma del manzano de la Universidad Pública de Navarra con el Nº BGM010, ejemplares procedentes de esquejes localizados en Lecároz localidad de  Baztán, Navarra.

## Sinónimos
- "Manzana Udare Sagarra",[8]
- "Manzana Pera".[9]
- "Txarbie",[1]
- "Peaxa".[10][11]

## Características
El manzano de la variedad 'Udare Sagarra' tiene un vigor medio. El árbol tiene tamaño medio y porte erecto, con tendencia a ramificar media, con hábitos de fructificación en ramos cortos y largos; ramos con pubescencia muy fuerte; presencia de lenticelas escasa; grosor de los ramos medio; longitud de los entrenudos corta.
Las flores son de un tamaño medio; con la disposición de los pétalos libres; color de la flor cerrada rosa oscuro, y el color de la flor abierta 
blanco; longitud de estilo / estambres iguales; punto de soldadura del estilo cerca de la base; Época de floración tardía, con una duración de la floración media. Incompatibilidad de alelos S3 S10 S?.
Las hojas tienen una longitud del limbo de tamaño medio, con color verde oscuro, pubescencia presente, con la superficie poco brillante. Forma del limbo es ovalado, forma del ápice apicular, forma de los dientes serrados, y la forma de la base del limbo lobulado. Plegamiento del limbo plegado, con porte horizontal; estípulas filiformes; longitud del pecíolo medio.
La variedad de manzana 'Udare Sagarra' tiene un fruto de tamaño medio a grande, de forma globosa aplastada; piel gruesa, blanda, y áspera; con color de fondo amarillo blanquecino, con sobre color de importancia ausente, y una sensibilidad al "russeting" (pardeamiento áspero superficial que presentan algunas variedades) fuerte; con una elevación del pedúnculo no sobresale, grosor de pedúnculo medio, longitud del pedúnculo medio, anchura de la cavidad peduncular es pequeña, profundidad cavidad pedúncular pequeña, importancia del "russeting" en cavidad peduncular fuerte; profundidad de la cavidad calicina es pequeña, anchura de la cavidad calicina es pequeña, importancia del "russeting" en cavidad calicina fuerte; apertura de los lóbulos carpelares están abiertos; apertura del ojo cerrado; color de la carne crema; acidez débil, azúcar alto, y firmeza de la carne media. Textura crujiente, cuando sazona queda esponjosa. No tiene demasiado zumo.
Época de maduración y recolección tardía. Se usa como manzana de elaboración de sidra, tanto en País Vasco, como en Navarra.

## Susceptibilidades
- Oidio: ataque medio
- Moteado: ataque débil
- Fuego bacteriano: ataque medio
- Carpocapsa: ataque débil
- Pulgón verde: ataque medio
- Araña roja: ataque medio[5][14]